# Peter Ørsted
Peter Ørsted (24. april 1942 - 16. december 2015) var en dansk cand.mag. (1970) i latin og historie. Fra 1970 ansat ved Københavns Universitet, Institut for Historie. I 1985 dr. phil. ved en afhandling om romersk økonomi (Roman Imperial Economy and Romanization). Har en lang række af internationalt publicerede artikler om Roms historie bag sig.
I 1989 udgav han bogen Romerne, som blev modtaget med meget positiv kritik. I 1993 udkom Gajus Julius Caesar, i 1999 Danmark før Danmark, i 2001 Liv og arbejde i det romerske imperium, og i 2004 hans måske mest ambitiøse og vellykkede bog: Nero – kejser i Rom.
I 2005 begyndte han at trappe ned med arbejdet på universitetet, og i 2007 gik han endeligt på pension.